# Niels Hoogland
Niels Hoogland (Amersfoort, 29 september 1972) is een Nederlandse radio dj en programmadirecteur. Hij was onder andere werkzaam als manager voor MyRadio en als zendermanager van NPO FunX.
In 2024 was hij te horen als invaller op de Nederlandse publieke radiozender NPO Radio 2.

## Loopbaan

### Radio 538
Tijdens zijn studie economie in Amsterdam werkte Hoogland bij het lokale R&B- en dance station City FM. In 1994 kwam hij in contact met Radio 538-dj Ruud de Wild, die hem wilde aanstellen als producer van zijn programma. Op 2 april 1995 begon Hoogland bij 538. Hier presenteerde hij programma's als Niels at Night en Niels' Knock-Out. Dit laatste programma was de laatste jaren titelloos en heette dus gewoon Niels Hoogland. Vanaf 2003 was Hoogland ook muzieksamensteller en programmaleider bij de zender.
Vanaf 1999 presenteerde hij iedere zondagavond het hiphop- en R&B-programma Juize (Hiphop & R&B from A to Z). In 2004 werd rond dit programma een eigen (online) hiphop radiostation gesticht, genaamd Juize.FM. Later werd het station ook op veel plaatsen via de kabel te beluisteren. Zijn dagelijkse radioprogramma, uitgezonden tussen 19:00 en 21:00 uur, kon hij niet meer combineren met het vele werk dat hij in Juize.FM stak. Op 10 juni 2005 stopte hij dan ook met zijn dagelijkse programma. Zijn tijdslot werd overgenomen door Dennis Ruyer en daarna door Barry Paf.
Tot juni 2011 presenteerde Hoogland alleen nog het zondagavondprogramma Juize en op vrijdagavond, samen met Froukje de Both, Niels en Froukje. Op Juize.FM was hij dagelijks tussen 16:00 en 18:00 uur te beluisteren en fungeerde hij als vaste invaller van Tim Klijn. Op 3 juni 2011 werd bekend dat Hoogland op verzoek van de aandeelhouders en algemeen directeur van RTL Nederland zou vertrekken bij Radio 538.

### Verdere carrière
Op 23 maart 2012 werd bekend dat Hoogland aan de slag zou gaan bij de Sky Radio Group als manager van MyRadio. Ruim een maand later presenteerde hij zijn eerste programma bij Radio Veronica, als invaller voor Erwin Peters, in Erwin&Night. Van 30 januari 2013 tot en met 31 oktober 2014 functioneerde Hoogland als programmadirecteur van Radio Veronica. Deze functie combineerde hij met zijn functie als manager van MyRadio. Na zijn vertrek bij de Sky Radio Group ging Hoogland op 21 april 2015 aan de slag als adjunct-zendermanager en op 4 november 2016 als zendermanager van NPO FunX. Hier vertrok hij in januari 2023. Sedert mei 2024 was hij regelmatig te horen als invaller-dj van verschillende programma's op de Nederlandse publieke radiozender NPO Radio 2, meldden Spreekbuis.nl en Radiofreak.nl.  